# Templo de Veracruz (México)
El Templo de Veracruz, México, es uno de los templos construidos y operados por la Iglesia de Jesucristo de los Santos de los Últimos Días, el número 93 construido por la iglesia y el número 12 construido en México, haciéndolo el país con más templos SUD después de los Estados Unidos. Antes de la construcción del templo en Veracruz, los fieles de la región viajaban al oeste, hasta el Templo de la Ciudad de México para sus rituales religiosos. El templo está ubicado en el municipio costero de Boca del Río, un suburbio de la Zona Metropolitana de Veracruz, en el Golfo de México.

## Historia
Los primeros misioneros restauracionistas, incluyendo Rex E. Lee quien sería luego presidente de la Universidad Brigham Young, llegaron a Veracruz en 1955. Con el crecimiento de la fe, la primera capilla se construyó en 1961. En 1978 Gordon B. Hinckley, para entonces miembro del Cuórum de los Doce Apóstoles, visitó Veracruz para discursar a la única estaca SUD de la región. El 28 de enero de 1996, Hinckley volvió a Veracruz como presidente de la iglesia y discursó ante una congregación mayor de fieles exhortando fidelidad entre los devotos pero sin anunciar la construcción de un templo futuro en el estado.

## Construcción
Los planes para la construcción del templo en Veracruz, la ciudad más grande e importante del estado homónimo, fueron anunciados el 14 de abril de 1999 mediante una carta dirigida a las autoridades generales del área. Ese mismo mes se anunció la construcción del templo de Guadalajara, la segunda ciudad más poblada de México. La ceremonia de la palada inicial tuvo lugar el 29 de mayo de 1999, presidida por las autoridades generales de la iglesia en esa área y asistieron a ella unas 600 personas.
Después del anuncio público, la iglesia decidió construir el edificio en la comuna de Boca del Río. El templo de Veracruz es uno de los templos construidos con especificaciones de menores proporciones anunciados por la iglesia con el fin de completar la meta de tener construidos 100 templos alrededor del mundo para fines del año 2000. Los trámites de permisología dilataron a nivel de la municipalidad por presión ejercida por el público vecino al terreno de construcción. El equipo de spuervisión de la construcción en conexión con el alcalde de la ciudad consiguió la aprobación para comenzar la construcción ese mismo año de 1999. 
El templo de Veracruz fue construido de mármol Blanco Guardiano proveniente de Torreón, está situado en un terreno de 1 hectárea y tiene un total de 632 metros cuadrados de construcción, contando con dos salones para las ordenanzas SUD y un salón de sellamientos matrimoniales. Construcción se vio retrazada brevemente al encontrarse una trinchera inesperada que cavó durante las obras, enterrando a dos obreros cuerpo completo. Estos fueron rescatados con vida, hecho que en el folcór mormón es considerado un acto milagroso.
La parte superior del chapitel está coronado por una estatua del ángel Moroni en actitud de estar tocando su clásica trompeta. El día de la colocación de la estatua amaneció torrencial con la excepción de un breve periodo del día cuando se colocó la estatua de Moroni. En vista del riesgo eléctrico en el pináculo iluminado donde se ubica la estatua, el cese repentino de la lluvia en el momento de la colocación de la estatua es considerado por los fieles como intervención divina.

## Dedicación
El templo SUD de Veracruz fue dedicado para sus actividades eclesiásticas en cuatro sesiones, un lluvioso 9 de julio de 2000, por Thomas S. Monson, miembro de la Primera Presidencia de la iglesia SUD. Con anterioridad a ello, la iglesia permitió un recorrido público del interior y las instalaciones del templo la semana del 26 de junio al 1 de julio del mismo año, al que asistieron 10 000 visitantes. Unos 5 mil miembros de la iglesia e invitados asistieron a la ceremonia de dedicación, que incluye una oración dedicatoria. Un día antes, el 8 de julio, Monson dedicó el templo de Mérida.
La dedicación del templo ocurrió el mismo día de un evento en Boca del Río para vehículos todoterreno. En vista del esperado ruido y bullicio de este tipo de actividades, los fieles anticipaban interrupción en la reverencia de la dedicación del templo. En vista de lluvias que causaron lodazales en los alrededores de las playas de Boca del Río, el evento todoterreno fue cancelado, interpretandose como otro acto milagroso en la construcción del templo.
El templo SUD de Veracruz atiende a conversos de la iglesia SUD repartidos en 9 estacas en una región de 100 mi alrededor del edificio, incluyendo Xalapa, Teziutlán, Tuxtepec, Orizaba y otras ciudades de la región de Los Tuxtlas.